# Herteliana
Herteliana — рід лишайників родини Ramalinaceae. Назва вперше опублікована 1980 року.